# 小橋英明
小橋 英明（こばし ひであき、1951年9月20日 - ）は、日本の元アマチュア野球選手である。ポジションは内野手。

## 来歴・人物
岡山東商業高校では3年夏、県大会準優勝。1年後輩に守岡茂樹、2年後輩に岡義朗、ケネス・ハワード・ライトがいる。
浪人中のドラフト会議で近鉄バファローズから8位指名されたが入団を拒否。
1971年に早稲田大学教育学部に進学。東京六大学野球リーグでは、2年春から代打で出場すると一塁手として活躍し、4年時は主将となり、1974年の大学選手権で優勝、秋季リーグでは、早慶戦3回戦で当時史上3本目となるサヨナラ本塁打を放ち、ベストナインに選ばれた。
大学卒業後は日本石油に入社した。4年間現役の後は、営業畑を歩んで支店長、新日石トレーディング常務取締役を歴任の傍らで高野連審判委員や選抜高校野球の選考委員を務めた。
2024年の第73回全日本大学野球選手権大会で始球式を務めた。